# فریباماهی داسی
فریباماهی داسی (نام علمی: Sufflamen bursa) نام یک گونه از تیره فریباماهیان از اقیانوس هند و آرام است که با نام‌های ماشه‌ماهی داسی، بومرنگی و بورسا شناخته می‌شود.
طول آن به 25 سانتی متر می رسد. نقش "داس" یا "بومرنگ" مانند پشت سرپوش آبششی آن، مشخصه این ماهی است که ممکن است بسته به خلق و خوی ماهی از زرد روشن به قهوه ای تیره تغییر رنگ دهد.